# ديميتري بيانوفيتش
ديميتري بيانوفيتش مواليد 9 يوليو 1974 في صربيا، هو لاعب كرة يد صربي سابق لعب كحارس مرمى. مثل منتخب صربيا لكرة اليد.

## روابط خارجية
- ديميتري بيانوفيتش على موقع الاتحاد الأوروبي لكرة اليد (الإنجليزية)